# باشگاه فوتبال مونت پلزنت
آکادمی فوتبال مونت پلزنت یک باشگاه فوتبال حرفه‌ای جامائیکایی است که در سنت آن واقع شده است. این باشگاه در حال حاضر در لیگ برتر جامائیکا بازی می‌کند.